# Романовский Ключ
Рома́новский Ключ — посёлок в Партизанском районе Приморского края. Входит в состав Сергеевского сельского поселения.

## География
Посёлок Романовский Ключ стоит на левом берегу реки Партизанская, примерно в 26 км выше села Сергеевка.
Дорога к посёлку Романовский Ключ идёт на север от административного центра сельского поселения Сергеевка через село Молчановка, расстояние до Сергеевки около 25 км.
Расстояние до районного центра Владимиро-Александровское (на юг по автотрассе «Находка — Кавалерово») около 80 км.
В 5 км выше посёлка Романовский Ключ на правом берегу реки Партизанская находится посёлок Слинкино Партизанского района.
От автодороги Романовский Ключ — Слинкино на северо-восток идёт дорога в верховья реки Муравейка к селу Партизан Партизанского района и далее к селу Еловка Анучинского района.

## Население
| 2002 | 2010 |
| ---- | ---- |
| 91   | ↘54  |

## Улицы
В селе имеется одна улица: Центральная.

## Экономика
Жители занимаются сельским хозяйством. Имеются предприятия, занимающиеся заготовкой леса.